# 구단선

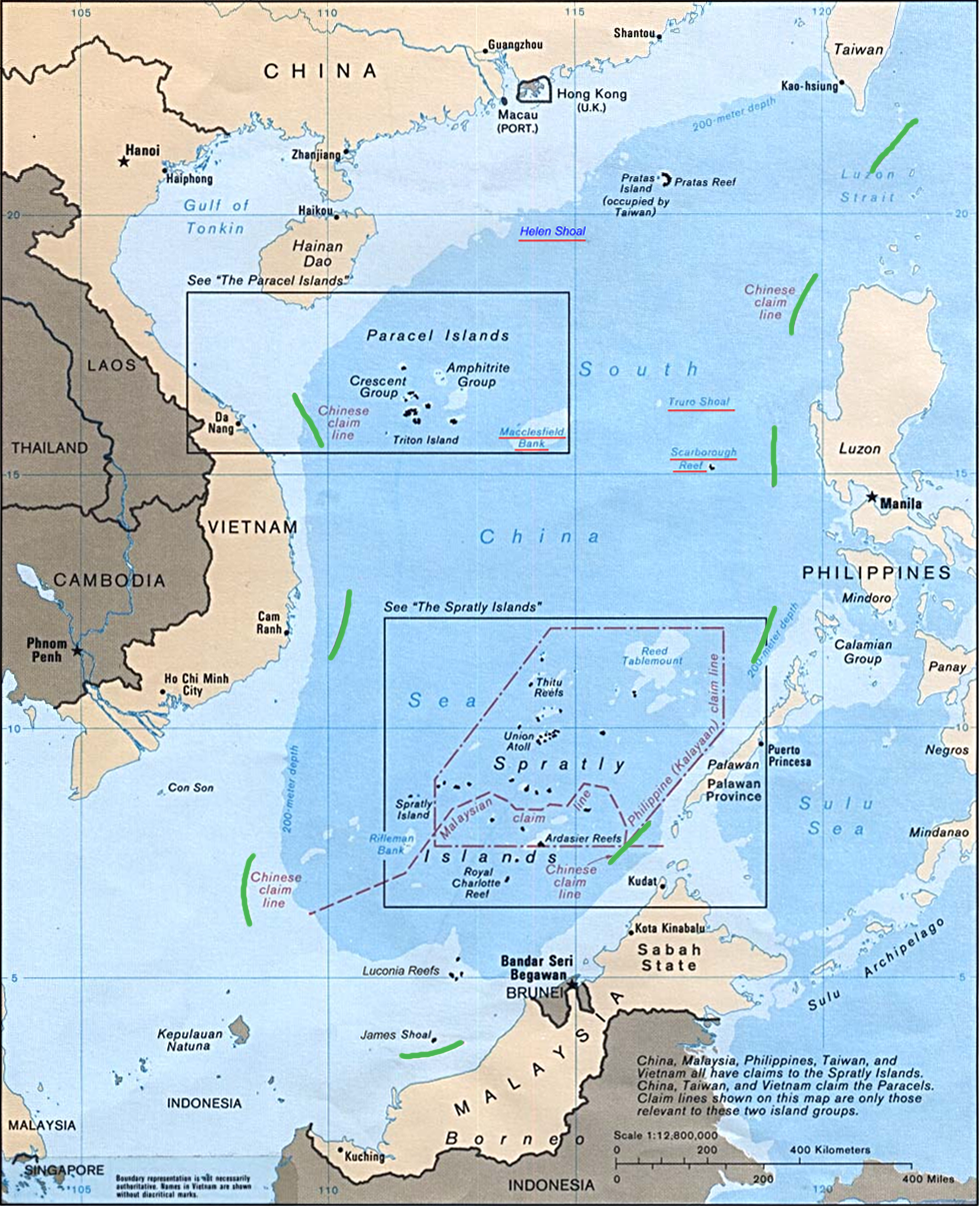
구단선 (초록색)

구단선 (빨간색)과 각국의 200해리 EEZ(파란색)

구단선(九段線, 영어: nine-dash line, nine-segment line) 또는 중국에서 남해단속선(南海斷屬線, 영어: South Sea intermittent line)은 중국이 영토 분쟁을 벌이고 있는 남중국해의 주요섬들을 경계선 안에 포함함으로서 중국의 영토임을 표시하는 선 말한다. 1947년에 설정되었으며 구단선 안에는 프라타스섬, 파라셀 제도, 메이클즈필드 천퇴, 스카버러 암초, 스프래틀리 군도가 포함되어 있다. 참고로, 중화민국(타이완)에서는 십일단선(十一段線, 영어: eleven-dash line, eleven-segment line)이라고 부르고 있다.

## 역사
9단선 안에 남중국해의 80% 이상이 포함되면서 베트남을 포함한 필리핀, 말레이시아 등 인접 국가들과 영유권 갈등을 벌이고 있다.
중국은 1947년 공식 지도를 만들면서 남중국해에 가상 경계선 11단선을 설정했고, 1953년 중국은 11단선을 '9단선'으로 변경한 새 지도를 만들었다
필리핀은 2013년 1월 자국의 배타적 경제수역 내 개발권을 명확히 해달라는 취지로 국제상설중재재판소(PCA)에 제소했다. PCA는 2016년 7월 "중국의 9단선 주장은 아무런 법적 근거가 없다"고 판결했다. 그러나 중국은 이를 무시하고 스프래틀리 군도의 암초에 군사기지를 건설하는 등 힘으로 밀어붙이고 있다.
PCA는 스프래틀리 군도에 있는 어떤 것도 EEZ를 발생시키지 않으며, 스프래틀리 군도가 한 단위로 EEZ를 만들 수도 없다는 입장을 나타냈다. 이에 따라 일부 암초 등은 필리핀 EEZ 내에 있으며, 어떠한 중국의 권리와도 겹쳐지지 않는다고 했다.
필리핀은 중국의 최근 조치들(중재가 시작된 이후 스프래틀리 제도에 인공섬을 건설, 간척 등)이 협약이 이해 당사국에 부여한 의무 사항, 즉 중재 절차가 진행되는 동안 논란을 "심화시키고 확대시키는" 행위를 금하도록 한 규정에 반한다는 공표를 구했다. PCA는 중국이 준설과 인공섬 건설, 건설 활동 등을 통해 논란을 심화시키고 확대시켰다는 입장을 나타냈다. 실제로, 중재 절차가 진행되는 동안, 중국은 필리핀 EEZ 내에 있는 미스치프 암초에 활주로, 등대 등을 설치해 해양 생태계에 악영향을 끼쳤으며, 섬인지 여부를 가리는 데 핵심인 자연적 조건에 관한 증거를 영구히 없앴다.
2020년 7월 13일, 마이크 폼페이오 미국 국무장관은 중국이 남중국해에서 주장하는 권리의 대부분은 불법이라고 밝혔다. 폼페이오 장관의 성명은 국제상설중재재판소가 2016년 7월 12일 중국이 남중국해 영유권을 주장하며 내세운 ‘9단선’을 인정할 수 없다는 판결이 나온지 4주년에 즈음해 나왔다. 중국이 이른바 ‘역사적 영유권’을 주장하며 내세운 9단선은 남중국해 주변에 U자 형태로 배열한 9개의 선으로 9단선을 이으면 남중국해 전체 해역의 90%를 차지한다.

## 각주

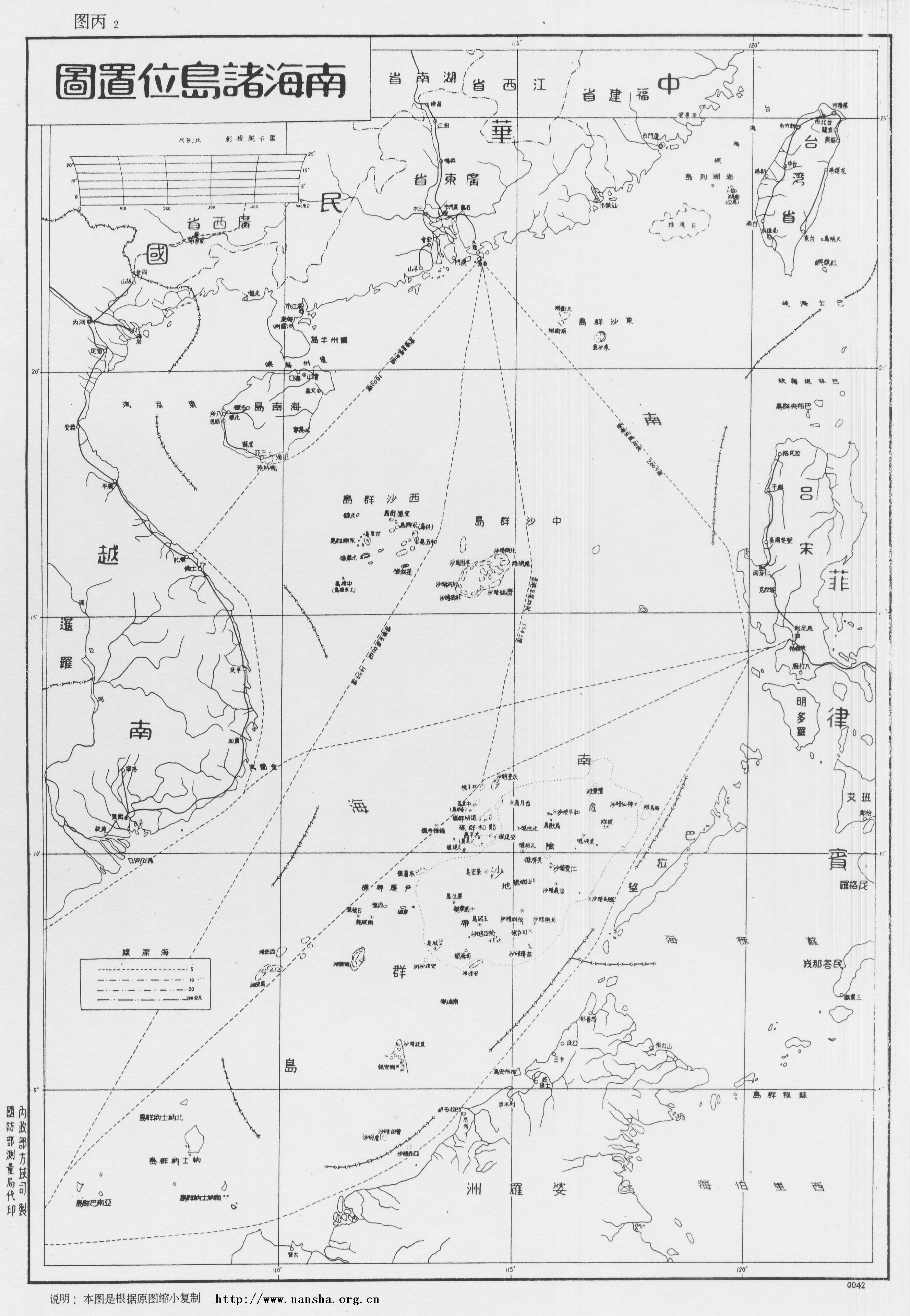
1947년에 작성된 남중국해 해상 경계선 지도

## 같이 보기
- 남중국해의 영토 분쟁 연표